# チャールズ・カーティス (植物学者)
チャールズ・カーティス（Charles Curtis、1853年 - 1928年8月23日）は、イギリスの植物学者である。ヴィーチ商会によって、マダガスカル島、ボルネオ島、スマトラ島、ジャワ島、モルッカ諸島で新種の植物の探索のために派遣された。その後、ペナンに住み、ペナン植物園の最初の監督官となった。

## 生涯
デヴォン州のバーンステープル(Barnstaple)に生まれた。地方の園芸商、ベール園芸（Bale's Nursery）で庭師の手伝いをし、学校を出た後の1874年に、ヴィーチ商会のチェルシー植物栽培場に雇われたて、新種植物部門で訓練を受けた。1878年にモーリシャス、マダガスカルに派遣された。1879年にイギリスに戻るが1年後にオランダ東インド会社に派遣され、ボルネオ、スマトラ、ジャワ、モルッカを探検しマリアンヌ・ノースが発見していたが正確な生息地が知られていなかった食虫植物のウツボカズラ（Nepenthes northiana）を探すなどをした。ボルネオの探検では若い庭師のデビッド・バーク（David Burke）を伴い、バークも後年プラントハンターとなった。食虫植物の発見には成功しなかったが、2人は多くの種類のランなど熱帯植物を収集した。

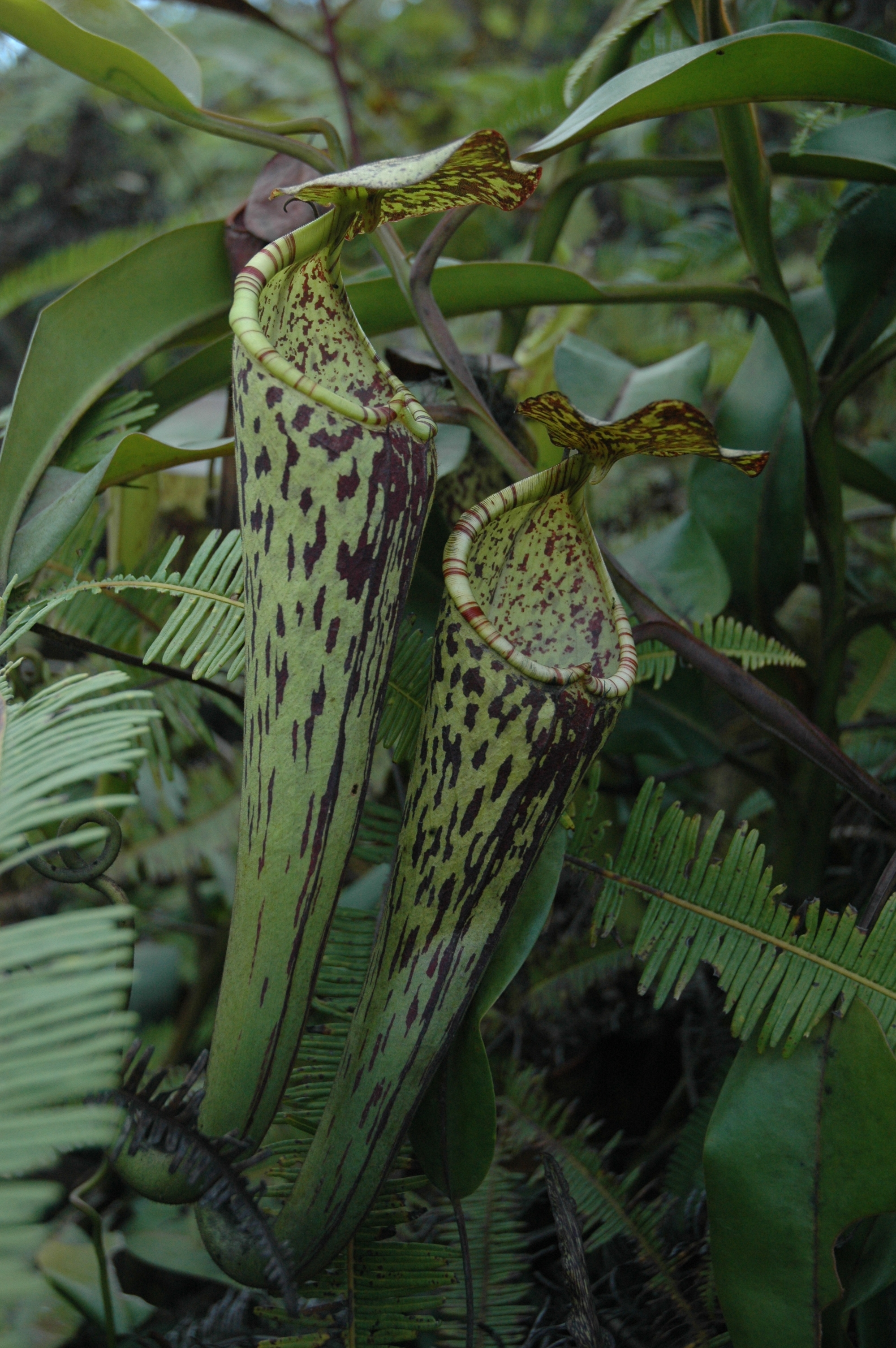
ネペンテス・ステノフィラ

食虫植物、ネペンテス・ステノフィラ（Nepenthes stenophylla）などの種をチェルシーに送ったが、自ら発見した新種の記載には熱心ではなかったので、学名は別の登録者が命名したものになった。
1884年の半ばにキューガーデンの推薦で、カーティスは海峡植民地政府の下で森林と庭園の副監督官に任命された。監督官でシンガポール植物園の学芸員のナサニエル・カントレーのもと働いた。3575ヘクタールの保護森林などのペナン地区を担当し、ペナン島などの植物の保護や栽培者への助言を行った。組織変更により、新たに再建されたペナン植物園の監督官に任じられ、植物園の構成などの責任者になり、庭園設計者としての才能をしめした。
調査旅行を行い、ペナンやビルマなどの土地の植物のコレクションを作り上げた。時に、シンガポール植物園の監督官のヘンリー・ニコラス・リドリー（Henry Nicholas Ridley）と同行した。ゴムの栽培に興味を示し、ペナンで行った実験は極めて有効であった。
1890年頃から健康を害し、病をおしながら、1892年には "A list of the more important Plants and Trees flowered in the Botanic Gardens, Penang, 1892"を作成し、1894年には"An Extensive Catalogue of Flowering Plants and Ferns Found Growing Wild in the island of Penang" を王立アジア学会の雑誌に発表したが、1903年に引退した。引退の後は、カーティスの標本は、シンガポール植物園に移され、カーティスはイギリスに戻り故郷で自宅の庭で植物を栽培して過ごし、バーンステープルの自宅で没した。
カーティスの名が学名に献名された植物には、Acanthephippium curtisii、Cirrhopetalum curtisii、Gastrochilus curtisii、Luisia curtisii、Medinilla curtisii、Nepenthes curtisii(後に Nepenthes maxima)、Paphiopedilum curtisii (後にPaphiopedilum superbiens)、Pentace curtisii、Rhododendron multicolor var. curtisii、Shorea curtisii などがある。